# Dłoń (przystanek kolejowy)
Dłoń − nieczynny przystanek osobowy w Dłoni, w Polsce, w województwie wielkopolskim, w powiecie rawickim.